# Шу цзин
Шу-цзин («Книга истории» или «Книга документов», кит. трад. 書經, упр. 书经, пиньинь shū jīng; также Шан-шу кит. трад. 尚書, упр.  尚书, пиньинь shàng shū) — одна из китайских классических книг, входящая в состав конфуцианского «Пятикнижия». Она содержит документы по древнейшей истории Китая; редакция её приписывается Конфуцию, который привёл в порядок дошедшие до него документы, некоторые из которых считаются древнейшим пластом китайской истории и мифологии (например, указания на всемирный потоп, происшедший будто бы при мифическом «императоре» Яо).

## История создания
Согласно Э. Л. Шонесси, «Шу-цзин» является едва ли не самым проблемным текстом в китайской истории (perhaps the most vexed text in all of Chinese tradition).
В период династии Хань, проведшей канонизацию древних текстов, «Шу-цзин» стал источником разногласий между сторонниками так называемой «современной» 今文 и «древней» 古文 версий этого текста. Древняя версия, якобы обнаруженная после уничтожения книг Цинь Ши-хуаном, содержит 58 глав, в то время как современная, восстановленная Фу Шэном 伏生 (III—II вв. до н. э.), состоит только из 28. Обе версии сохранились, однако более подлинной современным научным сообществом признаётся «современная», более короткая редакция.
Согласно традиционным описаниям, открытие древней версии Шу произошло в два этапа: в 141 г. до н. э. (последний год правления Цзин-ди) была обнаружена копия в стене старого дома Конфуция; ещё одна находка, «лаковый свиток» (漆书一卷) была сделана Ду Линем (杜林).
Как отмечает Дэвид Скаберг, более половины цитат из Шу-цзина, приводимых в Цзо чжуань и Го юй, отсутствуют в сохранившейся редакции сборника шу. По статистике, приведённой Чэнь Мэнцзя (1911—1966), основные тексты доимперского периода содержат 168 цитат шу, 111 из которых не встречаются в «современном» тексте. Это указывает на то, что в доимперский период шу существовали в форме значительно отличающейся от известной ныне.
По подсчёту Лю Циюя 劉起釪, главами шу, наиболее часто цитируемыми в ранних источниках, являются «Кан гао» 康誥 (31), «Хун фань» (19) и «Люй син» 呂刑 (16).
В свою очередь, Ли Сюэцинь предполагает, что до династии Хань не существовало разделения на канон Шу и сборник «И Чжоу шу» 逸周書, который в традиционной подаче в него не включён.

## Содержание и структура
Книга содержит рассуждения на тему об идеальной системе управления государством.
«Шу-цзин» организован по четырём наиболее ранним историческим периодам: Юй 虞 (одно из имён Шуня, додинастийный период), Ся, Шан, Чжоу. При этом последний раздел наиболее обширен и содержит материалы доказуемо близкие традиционной датировке, в то время как среди «ранних» глав попадаются свидетельства очевидных анахронизмов (например, образ отсылающий к технологии арбалетного спуска 機, распространившейся в эпоху Воюющих царств, размещается в описании якобы соответствующем неолитическому периоду — в устах И-иня, глава 太甲上).